# Álbum de Höcker

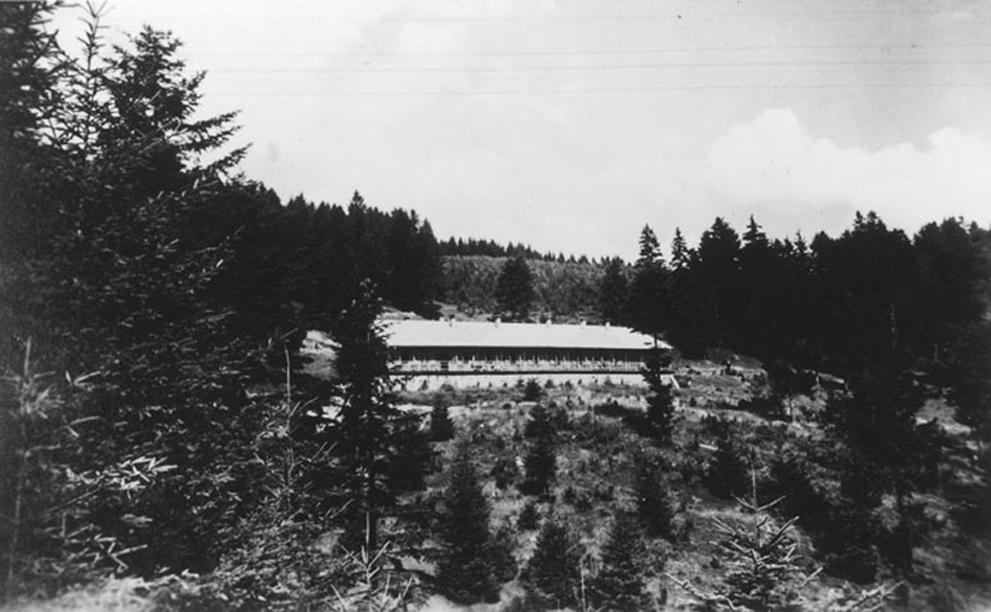
Fotografía realizada durante el régimen nazi en Alemania.

El Álbum de Höcker (o Álbum de Hoecker) es una colección de fotografías que se cree que fueron recopiladas por Karl-Friedrich Höcker, un oficial de las SS durante el régimen nazi en Alemania. Contiene más de cien imágenes de las vidas y condiciones de vida de los oficiales y administradores que administraron el complejo de Auschwitz. El álbum es único y es un documento indispensable sobre el Holocausto. Ahora está en los archivos del Museo Memorial del Holocausto de los Estados Unidos en Washington D. C..

## Descubrimiento
Según el museo, el álbum de fotos fue encontrado por un oficial de contrainteligencia estadounidense no identificado que fue alojado en Frankfurt después de la rendición de Alemania en 1945. Este oficial descubrió el álbum de fotos en un apartamento de allí, y cuando regresó a los Estados Unidos, trajo el álbum con él.
En enero de 2007, el oficial estadounidense donó el álbum al Museo Memorial del Holocausto de los Estados Unidos, con la solicitud de que no se revelara su identidad. Los títulos de las fotografías y las personas que aparecen en las imágenes confirmaron rápidamente que representa la vida en los campos de Auschwitz y sus alrededores. La primera fotografía es un doble retrato de Richard Baer, comandante del campo de Auschwitz entre 1944 y 1945, y el ayudante de Baer, Karl Höcker.

## Contenido
El álbum contiene 116 fotografías, todas en blanco y negro, y casi todas muestran a oficiales alemanes. Se cree que fue propiedad de Höcker porque aparece en muchas más imágenes que cualquier otro individuo. Debajo de una página con Höcker y Richard Baer, SS Sturmbannführer, está escrito "Con el comandante de las SS Stubaf. Baer, Auschwitz 21.6.44", identificando a Höcker como el propietario del álbum. También es la única persona en el álbum que aparece sola en alguna de las imágenes.
Algunas de las imágenes representan eventos formales, como funerales militares y la dedicación de un nuevo hospital. También incluyen imágenes de los oficiales del campamento relajándose en un retiro para el personal conocido como Solahütte, una cabaña rústica a solo 20 millas del complejo de Auschwitz. Estas imágenes son consideradas como las más llamativas, ya que muestran a los alegres oficiales del personal cantando, bebiendo y comiendo mientras, en el campamento, se está produciendo un tremendo sufrimiento.
Varias de las fotografías muestran a agentes relajándose en compañía de mujeres jóvenes: taquígrafos y mecanógrafos, formadas en la escuela de las SS en Obernai, conocidas generalmente como SS Helferinnen, la palabra alemana para "ayudantes" (mujeres).

## Fotografías de Mengele
Los dos comandantes más conocidos del campo, Richard Baer y Rudolf Höss, son visibles en las fotografías. Pero posiblemente la figura de Auschwitz más notoria que aparece en el álbum es el Dr. Josef Mengele, conocido por los prisioneros de campo como el "Ángel de la Muerte". Mengele, un médico experimentado, dirigió los experimentos médicos en niños gemelos en el campamento. Participó regularmente en la "selección" en la plataforma de llegada del tren, juzgando qué prisioneros serían ejecutados inmediatamente y cuáles podrían vivir y realizar trabajos en esclavitud.
En total, el álbum contiene ocho fotografías en las que aparece Mengele. Antes de la donación del álbum al museo, no se sabía que existieran imágenes que lo mostraran dentro del campamento.

## Etapa de las fotografías
Las fotografías del Álbum de Höcker se consideran especialmente escalofriantes debido al tiempo durante el cual fueron tomadas, entre junio y diciembre de 1944. Los archiveros e historiadores han señalado que este período se superpone con el exterminio masivo de cientos de miles de judíos húngaros en la primavera y el verano de 1944-un evento conocido como el Transporte Húngaro. Estos judíos fueron reunidos y enviados a Auschwitz después de la invasión de marzo de 1944 por los nazis de Hungría. Tantos judíos húngaros fueron asesinados en el complejo de Auschwitz durante ese período que los crematorios fueron incapaces de consumir todos los cuerpos y se excavaron pozos abiertos con este propósito.
Según Rebecca Erbelding, la archivista del museo que recibió el álbum de su donante y la primera en reconocer su importancia, "El álbum nos recuerda que los autores del Holocausto fueron seres humanos, hombres y mujeres con familias, niños y mascotas, que celebraron días festivos y tomaron vacaciones ... Estas personas eran seres humanos ... y estas fotografías nos recuerdan que los seres humanos son capaces de sucumbir al antisemitismo, el racismo y el odio".

## Caso de Höcker
En 1965 Höcker fue condenado a siete años de prisión por su complicidad en la muerte de internos de Auschwitz. Fue puesto en libertad en 1970.
El 3 de mayo de 1989, un tribunal de distrito de la ciudad alemana de Bielefeld condenó a Höcker a cuatro años de prisión por su participación en la muerte por gaseamiento de prisioneros, principalmente judíos polacos, en el campo de Majdanek en Polonia. Los registros del campamento mostraron que entre mayo de 1943 y mayo de 1944, Höcker había adquirido al menos 3610 kg (kilogramos) del venenoso Zyklon B para su uso en Majdanek de la firma de Tesch & Stabenow (Testa) en Hamburgo.